# Raghuva thomalae
Raghuva thomalae är en fjärilsart som beskrevs av M.Gaede 1915. Raghuva thomalae ingår i släktet Raghuva och familjen nattflyn. Inga underarter finns listade.